# Sangkanayu (Bojong)
Sangkanayu is een bestuurslaag in het regentschap Tegal van de provincie Midden-Java, Indonesië. Sangkanayu telt 1063 inwoners (volkstelling 2010).